# Сіетл Саундерз (1974—1983)
Сіетл Са́ундерз (англ. Seattle Sounders FC) — колишня американська професіональна футбольна команда, що базувалась в Сіетлі, штат Вашингтон. Заснована в 1974 році і належала до Північноамериканської футбольної ліги, де грала як традиційний футбол, так і в шоубол. Команда була розформована 1983 року.

## Історія
Команда заснована 11 грудня 1973 року і з наступного сезону стабільно виступала в NASL. Найбільшим результатом був вихід у Соккер Боул в 1977 та 1982 роках, проте в обох випадках команда поступалась клубу «Нью-Йорк Космос».
6 вересня 1983 року команда була розформована, після того як не смогла вийти в плей-оф того сезону.

## Стадіон
Саундерс грали на Меморіальному стадіоні протягом перших двох сезонів до переїзду на «Кінда». 25 квітня 1976 року 58218 глядачів дивилися матч «Сіетл Саундерс» і «Нью-Йорк Космос» — перший спортивний захід, проведений на «Кінда».
З 1979 по 1982 рік вони змагалися в трьох сезонах NASL за шоуболу, граючи свої домашні матчі на стадіоні «Кі-арена».

## Вболівальники
«Сіетл Саундерс» мали свій фан-клуб в 1970-х і початку 1980-х років.

## Відомі гравці
- Боббі Мур
- Джефф Герст
- Джо Корріган
- Брюс Ріох